# Гезь Сергій Сергійович
Сергій Сергійович Гезь (нар. 30 березня 1929, село Обухівка, тепер селище Обухівка Дніпровського району Дніпропетровської області) — український радянський діяч, передовик виробництва, старший оператор товстолистового стану листопрокатного цеху Дніпропетровського металургійного заводу імені Петровського, Герой Соціалістичної Праці (22.03.1966). Член ЦК КПУ у 1966—1976 р.

## Біографія
Народився у родині сталевара.
Трудову діяльність розпочав учнем зварника, зварником нагрівальних печей прокатних станів Дніпропетровського металургійного заводу імені Петровського.
Працював старшим оператор товстолистового стану листопрокатного цеху Дніпропетровського металургійного заводу імені Петровського Дніпропетровської області.
Член КПРС з 1960 року.
Потім — на пенсії у селищі Кіровському Дніпропетровського району.

## Нагороди
- Герой Соціалістичної Праці (22.03.1966)
- орден Леніна (22.03.1966)
- орден «Знак Пошани» (19.07.1958)
- ордени
- медалі